# Szyk fazowany

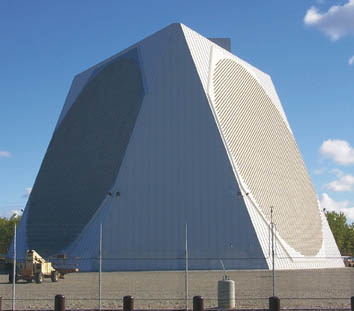
Radar PAVE PAWS z szykiem fazowanym na Alasce

Animowany schemat ideowy szyku fazowanego. TX – nadajnik; ϕ – przesuwnik fazowy; A – anteny; C – komputer. Czerwony łuk to front falowy anteny

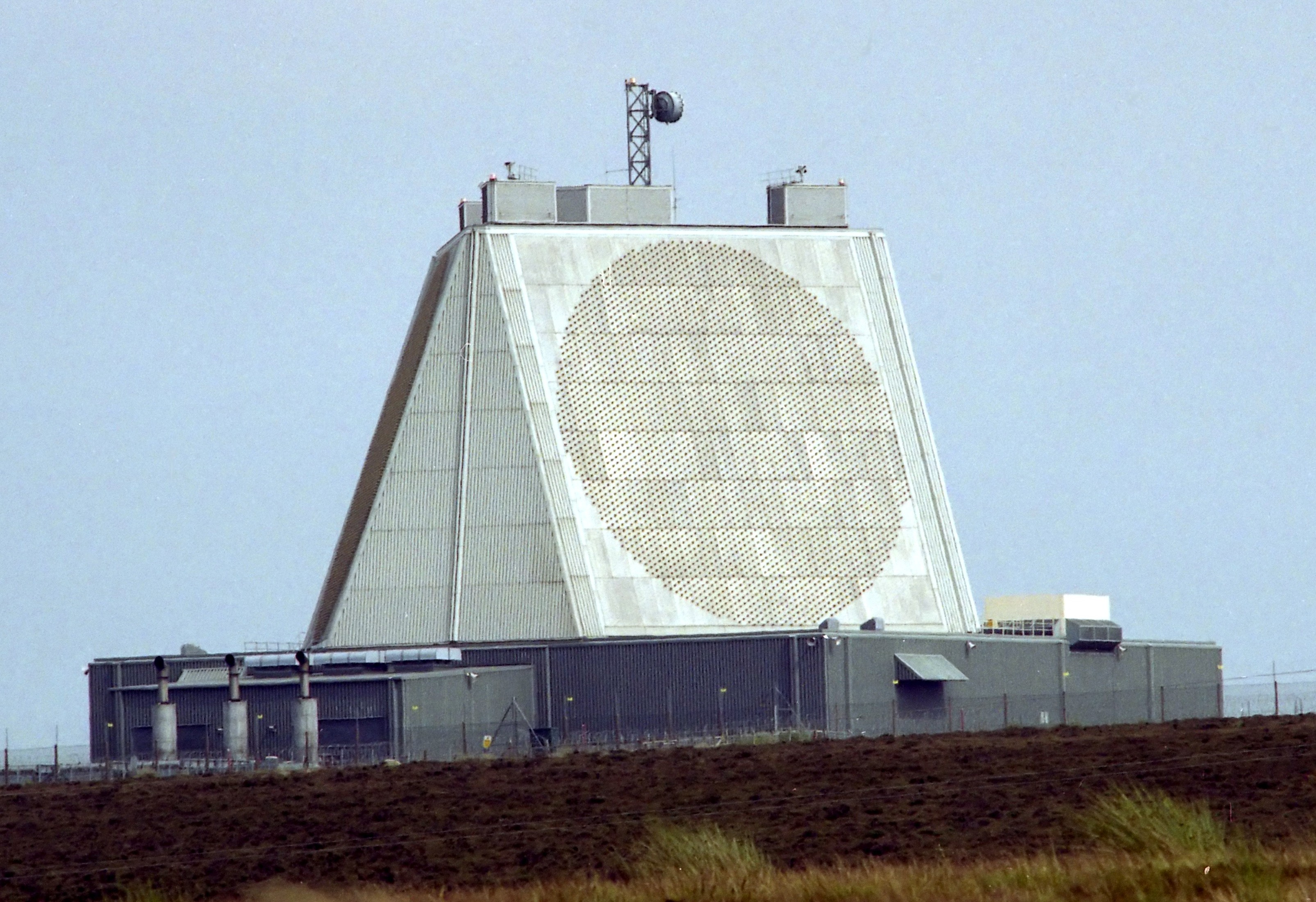
RAF Fylingdales

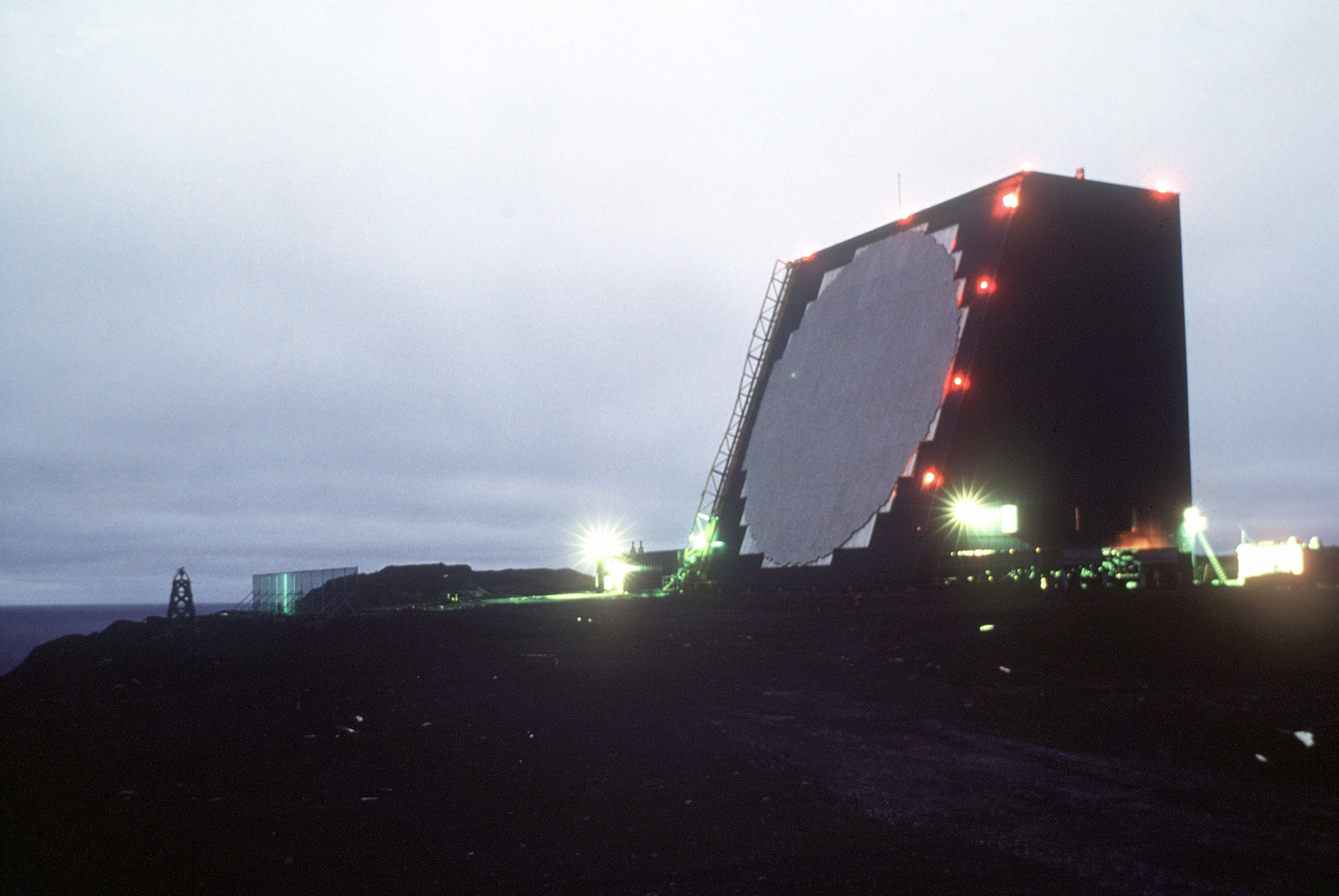
Cobra Dane

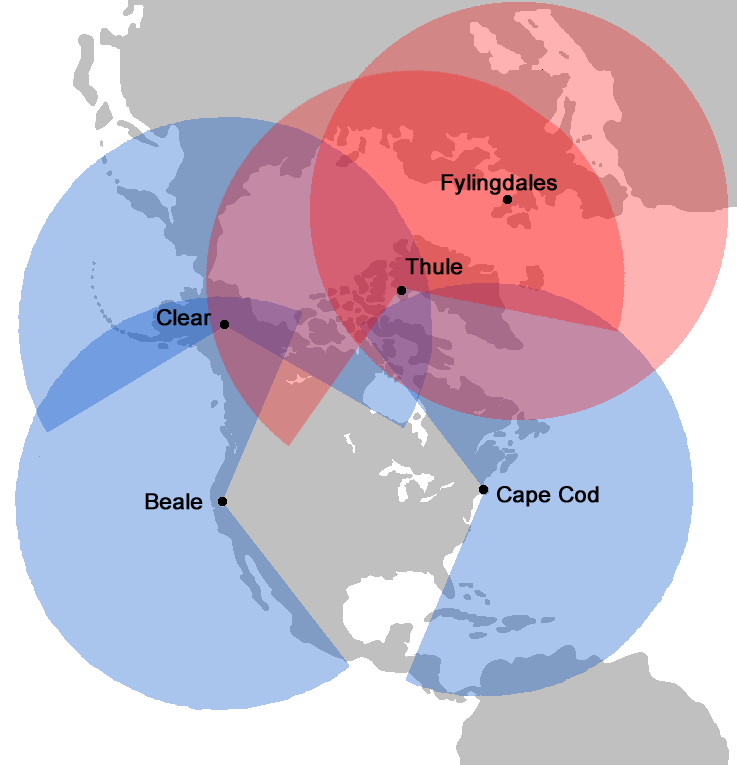
BMEWS i PAVE PAWS

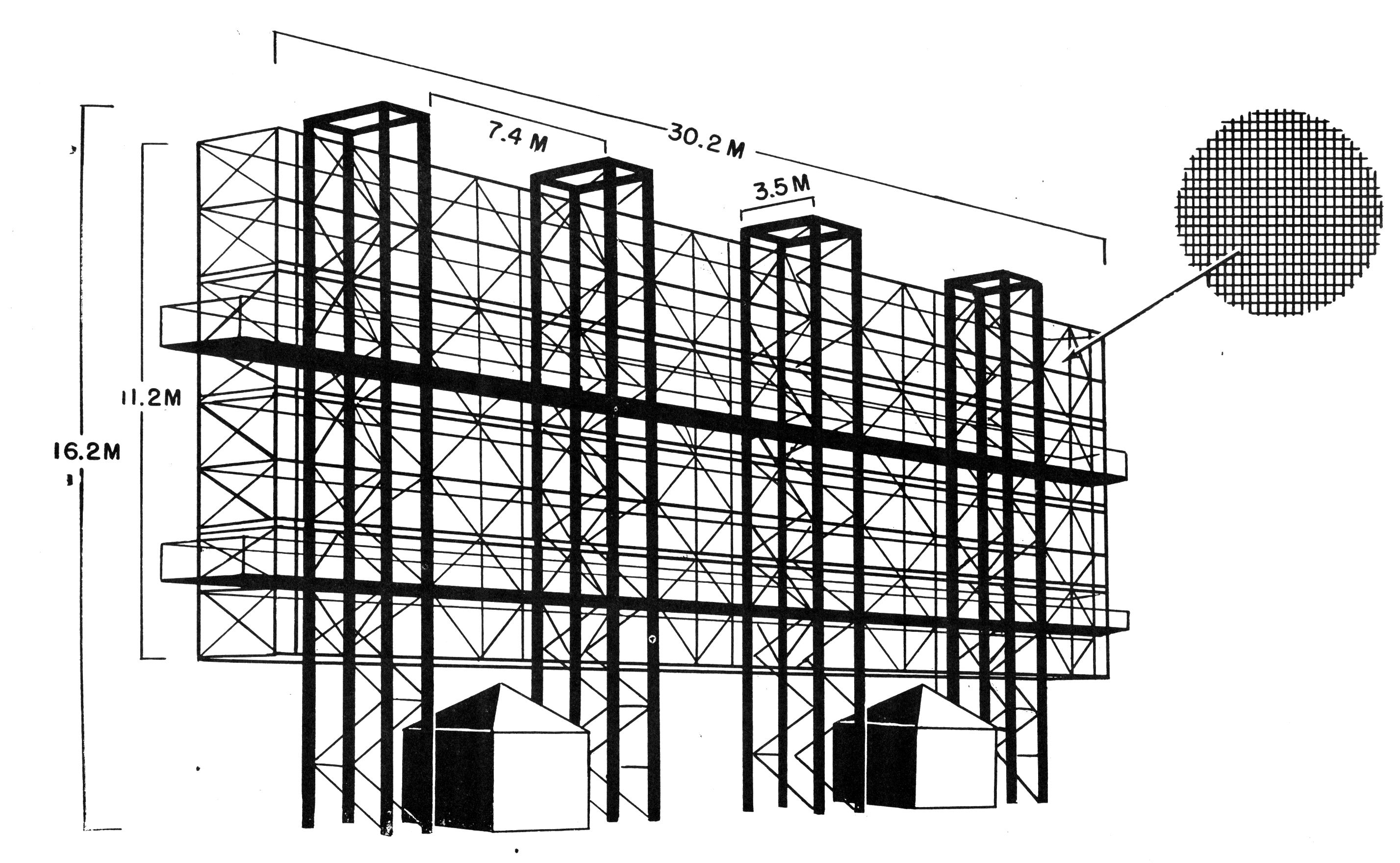
Radar Mammut z szykiem fazowanym z II wojny światowej

Szyk fazowany – w teorii fal radiowych: macierz (czyli zestaw) anten, w których względne fazy odpowiednich sygnałów zasilających anteny różnią się od siebie w taki sposób, że skuteczna charakterystyka promieniowania szyku jest wzmocniona na pożądanym kierunku, a wytłumiona na kierunkach niepożądanych.
Szyk antenowy jest grupą wielu aktywnych elementów antenowych podłączonych do wspólnego źródła lub obciążenia w celu stworzenia kierunkowej charakterystyki promieniowania. Zazwyczaj zależność przestrzenna poszczególnych anten także wpływa na kierunkowość szyku antenowego. Użycie pojęcia „anten aktywnych” jest zamierzone dla opisania elementów, których energia wyjściowa jest modyfikowana ze względu na obecność źródła energii w elemencie (innego niż zwykła energia sygnału, który przepływa przez obwód) lub elementu, w którym energia wyjściowa ze źródła energii jest kontrolowana przez wejście sygnału. Jednym z powszechnych zastosowań jest standardowa wielopasmowa antena telewizyjna, która ma wiele połączonych z sobą elementów.

## Historia
Transmisja z szyku fazowanego została pierwotnie opracowana w roku 1905 przez laureata nagrody Nobla Karla Ferdinanda Brauna, który zademonstrował ulepszoną transmisję fal radiowych w jednym kierunku. Podczas II wojny światowej inny laureat nagrody Nobla, Luiz Alvarez, wykorzystał szyk fazowany w szybko sterowanym systemie radarowym „podejścia kontrolowanego z ziemi”, który wspomagał lądowanie samolotów w Wielkiej Brytanii. W tym samym czasie GEMA w Niemczech zbudowała radar Mammut 1. Został on później przystosowany do radioastronomii przez Antoniego Hewisha i Martina Ryla, którzy otrzymali za to nagrodę Nobla w dziedzinie fizyki, po tym jak opracowali parę szyków fazowanych na Uniwersytecie w Cambridge. Model jest także wykorzystywany w radarach oraz uogólniony w interferometrycznych antenach radiowych. W 2007 roku naukowcy z DARPA przedstawili szesnasto-elementowy szyk fazowany zintegrowany z wszystkimi niezbędnymi obwodami mogący nadawać na 30–50 GHz na pojedynczym układzie krzemowym na potrzeby wojska.

## Wykorzystanie
Amplitudy względne oraz konstruktywne i destruktywne efekty interferencyjne pomiędzy sygnałami wypromieniowanymi przez poszczególne anteny wyznaczają efektywną charakterystykę promieniowania szyku antenowego. Szyk fazowany może być wykorzystany tak, aby jego charakterystyka była wycelowana w jeden określony punkt, bądź do szybkiego skanowania przestrzeni w płaszczyźnie azymutalnej lub elewacyjnej. Jednoczesne skanowanie elektryczne w obu płaszczyznach zostało po raz pierwszy zademonstrowane w fazowanym szyku antenowym w siedzibie firmy Hughes Aircraft Company, w Culver City w roku 1957. Szyki fazowane są wykorzystywane również w sonarach, gdzie mówi się wówczas o kształtowaniu wiązki.
Szyki fazowane wykorzystywane są na przykład w komunikacji optycznej jako splittery rozdzielające po długości fali.

### Radiodyfuzja
W inżynierii radiodyfuzyjnej szyki fazowane są używane przez wiele stacji radiowych nadających sygnał z modulacją amplitudy (AM), polepszając siłę sygnału w różnych obszarach zasięgu. Ze względu na różnice pomiędzy propagacją jonosferyczną w porze dziennej i nocnej dla częstotliwości fal średnich, powszechne jest dla stacji radiodyfuzyjnych AM przełączanie pomiędzy dzienną (fala przyziemna) a nocną (Fala jonosferyczna) charakterystyką promieniowania poprzez zmienianie faz i poziomów mocy na poszczególnych elementach antenowych codziennie przy wschodach i zachodach słońca. Nieco bardziej skromne długoprzewodowe systemy antenowych szyków fazowanych mogą być stosowane przez amatorskich entuzjastów radiowych do odbioru długofalowych, średniofalowych oraz krótkofalowych przekazów radiowych na dużych dystansach.
Na falach UKF szyki fazowane są używane w dużym stopniu przez systemy radiodyfuzyjne z modulacją częstotliwości (FM). Poprawia to znacznie zysk energetyczny anteny, zwiększając wyemitowaną energię fal radiowych w kierunku horyzontalnym, co znacznie zwiększa zasięg nadawania stacji. W takich sytuacjach odległość od nadajnika do każdego elementu jest identyczna, lub jest całkowitą wielokrotnością długości fali. Fazowanie szyku, w ten sposób że niższe elementy są opóźnione (przez zwiększenie odległości do nich) powoduje pochylenie wiązki, co jest bardzo użyteczne, gdy antena jest zawieszona wysoko na wieży radiowej.
Inne zmiany fazy mogą zwiększyć promieniowanie w kierunku ziemi w polu dalekim bez pochylania wiązki głównej, tworząc puste wypełnienie kompensujące bardzo wysokie lokalizacje stacji (np. na wzgórzach) lub zmniejszyć to promieniowanie w polu bliskim, aby zapobiegać nadmiernej ekspozycji dla pracowników ośrodka nadawczego lub osób zamieszkałych w pobliżu. Ten drugi efekt osiąga się również przez odstęp półfalowy – wprowadzając dodatkowe elementy w odległości połowy fali pomiędzy istniejące elementy rozmieszczone w odległości całej długości fali; stąd pięcio-elementowy szyk o rozstawieniu pełnofalowym jest równoważny dziewięcio- lub dziesięcio-elementowemu szykowi o rozstawieniu półfalowym.

### Wykorzystanie na morzu
Radarowe systemy szyków fazowanych są również używane na statkach w marynarkach wojennych wielu krajów. Radary takie pozwalają statkom na wykorzystanie pojedynczego radaru do obserwacji i namierzania innych jednostek pływających, jak i latających oraz jako źródło danych dla pocisków namierzających. Przed wprowadzeniem takich systemów każdy pocisk ziemia-powietrze wymagał dedykowanego radaru kontroli ognia, co oznaczało, że statki mogły atakować jednocześnie ograniczoną liczbę celów. Systemy z szykami fazowanymi mogą być wykorzystywane do kontrolowania pocisków w fazie pośredniej lotu. Podczas ostatniej fazy lotu namierniki kontroli ognia falą ciągłą zapewniają końcowe prowadzenie pocisku do celu. Dzięki temu, że wiązka radarowa jest sterowana elektronicznie systemy szyków fazowanych mogą kierować wiązki radarowe wystarczająco szybko aby umożliwić systemowi kontroli ognia równoczesne śledzenie wielu celów, a jednocześnie kontrolować wiele pocisków w trakcie lotu. Radar AN/SPY-1 będący częścią systemu walki Aegis wprowadzonego na nowoczesnych krążownikach oraz niszczycielach USA „jest w stanie prowadzić obserwację, namierzanie oraz kierowanie pociskami dla ponad 100 obiektów jednocześnie” Podobnie wielofunkcyjny radar grupy Thales zamontowany na pokładzie fregat typu Formidable marynarki wojennej Singapuru może śledzić ok. 200 celów naraz i jest w stanie automatycznie wykrywać cele, potwierdzać je i inicjować namierzanie w trakcie jednego skanu, jednocześnie zapewniając aktualne dane dla pocisków MBDA Aster wystrzelonych ze statku, znajdujących się w fazie pośredniej lotu.
Niemiecka oraz duńska marynarka wojenna opracowały system APAR (Active Phased Array Radar).

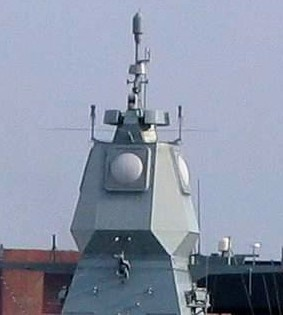
System APAR zamontowany na fregacie typu Sachsen „Hamburg” niemieckiej marynarki wojennej

Szyki fazowane są również wykorzystywane w sonarach morskich, zarówno w systemach aktywnych, jak i pasywnych.

### Łączność z sondami kosmicznymi
Sonda MESSENGER jest misją kosmiczną na planetę Merkury (data przylotu 18 marca 2011). Sonda ta jest pierwszą misją w daleki kosmos, która wykorzystuje antenowe szyki fazowane dla celów łączności. Elementy promieniujące są spolaryzowanymi liniowo falowodami. Antena, zaprojektowana na pasmo X, wykorzystuje 26 elementów promieniujących, ale może z powodzeniem zmniejszyć ilość wykorzystywanych elementów.

### Badania meteorologiczne

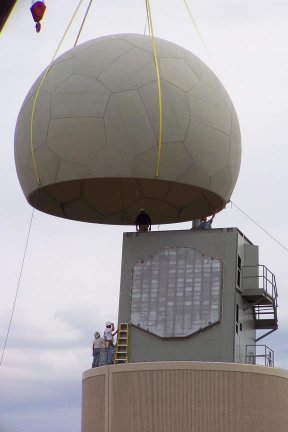
Instalacja radarowa AN/SPY-1A w Norman, Oklahoma. Kulista kopuła chroni przed warunkami pogodowymi

Państwowe Laboratorium Niebezpiecznych Zjawisk Burzowych w Norman, Oklahoma wykorzystuje radar SPY-1A, dostarczony przez marynarkę wojenną USA do badań meteorologicznych od 23 kwietnia 2003. W badaniach pokładano nadzieję, że doprowadzą do lepszego zrozumienia burz i tornad, przez co wydłuży się czas ostrzegania i zwiększy przewidywanie tornad. Obecni uczestnicy projektu to Państwowe Laboratorium Niebezpiecznych Zjawisk Burzowych, Państwowe Radarowe Centrum Operacyjne Służb Pogodowych, Lockheed Martin, marynarka wojenna USA, Uniwersytet w Oklahoma, Centrum Radarowych Badań Atmosferycznych, Regenci stanu Oklahoma do spraw Wyższej Edukacji, Federalna Administracja Lotnictwa oraz Stowarzyszenie Handlu i Przemysłu. Projekt obejmuje badania i rozwój (R&D), przyszłościowy transfer technologii i ewentualne wdrożenie systemu w całych Stanach Zjednoczonych. Oczekuje się, że projekt będzie trwał 10 – 15 lat, a wstępne koszty konstrukcyjne to około 25 mln dolarów.

### Optyka
Szyki fazowane mogą być budowane również dla widzialnego lub podczerwonego widma fal elektromagnetycznych, nazywane wówczas optycznymi szykami fazowanymi. Są one wykorzystywane w multiplekserach oraz filtrach dla celów telekomunikacyjnych, w sterowaniu wiązką laserową oraz w holografii. Detekcja heterodynowa szykiem syntetycznym (optyczna detekcja heterodynowa) jest skuteczną metodą przesyłania szykiem fazowanym sygnału zwielokrotnionego na pojedynczy fotodetektor.

### Identyfikacja radiowa
Ostatnio antenowe szyki fazowane zostały zaimplementowane w systemach RFID, aby znacznie zwiększyć możliwość odczytu pasywnych transponderów UHF z dotychczasowych 10 m do aż 180 m.

### Interfejsy człowiek-maszyna
Szyki fazowane w przetwornikach akustycznych, zwane Ultradźwiękowymi Powietrznymi Wyświetlaczami Dotykowymi (ang. AUTD), zostały opracowane na Uniwersytecie w Tokio, w Laboratorium Shinoda w ramach indukowania dotykowego sprzężenia zwrotnego. System został również zademonstrowany jako narzędzie pozwalające na interaktywną manipulację wirtualnymi obiektami holograficznymi.

## Perspektywy matematyczne i równania
Szyk fazowany jest przykładem dyfrakcji N-rozszczepionej. Może być również przedstawiany jako koherentna suma N źródeł liniowych. Ze względu na to, że każda antena zachowuje się jak szczelina emitująca fale radiowe, ich wzór dyfrakcyjny może być obliczony przez dodanie przesunięcia fazowego φ do wyrażenia brzegowego.
Zaczniemy od N-rozszczepionego wzoru dyfrakcyjnego:
{\displaystyle \psi =\psi _{0}\left({\frac {\sin \left({\frac {\pi a}{\lambda }}\sin \theta \right)}{{\frac {\pi a}{\lambda }}\sin \theta }}\right)\left({\frac {\sin \left({\frac {N}{2}}{kd}\sin \theta \right)}{\sin \left({\frac {kd}{2}}\sin \theta \right)}}\right).}
Następnie dodając wyrażenie φ do efektu brzegowego {\displaystyle {\begin{matrix}kd\sin \theta \,\end{matrix}}} w drugim członie otrzymujemy:
{\displaystyle \psi =\psi _{0}\left({\frac {\sin \left({\frac {\pi a}{\lambda }}\sin \theta \right)}{{\frac {\pi a}{\lambda }}\sin \theta }}\right)\left({\frac {\sin \left({\frac {N}{2}}{\big (}{\frac {2\pi d}{\lambda }}\sin \theta +\phi {\big )}\right)}{\sin \left({\frac {\pi d}{\lambda }}\sin \theta +\phi \right)}}\right).}
Biorąc pierwiastek kwadratowy z funkcji fali otrzymujemy natężenie fali:
{\displaystyle I=I_{0}{{\left({\frac {\sin \left({\frac {\pi a}{\lambda }}\sin \theta \right)}{{\frac {\pi a}{\lambda }}\sin \theta }}\right)}^{2}}{{\left({\frac {\sin \left({\frac {N}{2}}({\frac {2\pi d}{\lambda }}\sin \theta +\phi )\right)}{\sin \left({\frac {\pi d}{\lambda }}\sin \theta +\phi \right)}}\right)}^{2}},}
{\displaystyle I=I_{0}{{\left({\frac {\sin \left({\frac {\pi a}{\lambda }}\sin \theta \right)}{{\frac {\pi a}{\lambda }}\sin \theta }}\right)}^{2}}{{\left({\frac {\sin \left({\frac {\pi }{\lambda }}Nd\sin \theta +{\frac {N}{2}}\phi \right)}{\sin \left({\frac {\pi d}{\lambda }}\sin \theta +\phi \right)}}\right)}^{2}}.}
Teraz rozmieśćmy nadajniki w odległościach {\displaystyle d={\tfrac {\lambda }{4}}.} Taka odległość jest dobrana dla uproszczenia obliczeń, ale może być dostosowana jako dowolny skalarny ułamek długości fali.
{\displaystyle I=I_{0}{{\left({\frac {\sin \left({\frac {\pi a}{\lambda }}\sin \theta \right)}{{\frac {\pi a}{\lambda }}\sin \theta }}\right)}^{2}}{{\left({\frac {\sin \left({\frac {\pi }{4}}N\sin \theta +{\frac {N}{2}}\phi \right)}{\sin \left({\frac {\pi }{4}}\sin \theta +\phi \right)}}\right)}^{2}}.}
Jako że funkcja sinus osiąga swoje maksimum w {\displaystyle {\tfrac {\pi }{2}},} ustawiamy licznik drugiego członu na 1.
{\displaystyle {\frac {\pi }{4}}N\sin \theta +{\frac {N}{2}}\phi ={\frac {\pi }{2}},}
{\displaystyle \sin \theta =\left({\frac {\pi }{2}}-{\frac {N}{2}}\phi \right){\frac {4}{N\pi }},}
{\displaystyle \sin \theta ={\frac {2}{N}}-{\frac {2\phi }{\pi }}.}
Stąd, kiedy N wzrasta, człon będzie zdominowany przez wyrażenie {\displaystyle {\tfrac {2\phi }{\pi }}.} Jako że sinus może oscylować pomiędzy −1 a 1, widzimy, że przyjęcie {\displaystyle \phi =-{\tfrac {\pi }{2}}} spowoduje wysłanie maksymalnej energii pod kątem danym przez wzór:
{\displaystyle \theta =\sin ^{-1}(1)={\tfrac {\pi }{2}}=90^{\circ }.}
Dodatkowo, możemy zobaczyć, że jeśli chcemy dostosować kąt pod którym energia jest promieniowana, musimy jedynie dostosować przesunięcie fazowe φ pomiędzy kolejnymi antenami. W rzeczy samej przesunięcie fazowe odpowiada ujemnemu kątowi sygnału maksymalnego.
Podobne obliczenia pokazują, że mianownik minimalizuje się tym samym współczynnikiem.

## Różne rodzaje szyków fazowanych
Istnieją dwa główne rodzaje szyków fazowanych, nazywanych również kreatorami wiązki. Istnieją kreatory wiązki w dziedzinie czasu oraz kreatory wiązki w dziedzinie częstotliwości.
Kreatory wiązki w dziedzinie czasu pracują jak nazwa wskazuje wykonując działania oparte na czasie. Podstawowe działanie nazywane jest „opóźnij i zsumuj”. Opóźnia to nadchodzący sygnał z każdego elementu szyku o pewną wartość czasu, a następnie dodaje je do siebie. Czasami powielenie z oknem wykonywane jest w celu zwiększenia współczynnika listek główny/listki boczne oraz w celu wprowadzenia „zer” do charakterystyki.
Istnieją dwa rodzaje częstotliwościowych kreatorów wiązki. Pierwszy rodzaj rozdziela różne komponenty częstotliwości, które są obecne w sygnale odbieranym, do różnych „kontenerów” częstotliwości (wykorzystując transformatę FFT lub bank filtrów). Gdy różne kreatory wiązki opóźnij i zsumuj zostaną zastosowane do różnych kontenerów, możliwe jest nakierowanie wiązki głównej na różne kierunki dla różnych częstotliwości. Może to być zaletą w łączach komunikacyjnych.
Drugi rodzaj częstotliwościowych kreatorów wiązki wykorzystuje tak zwaną częstotliwość przestrzenną. Oznacza to, że transformata FFT jest przeprowadzana na różnych elementach szyku, nie w czasie. Wynikiem N punktowej transformaty FFT jest N kanałów, które są równo rozdzielone w przestrzeni. Takie podejście daje możliwość prostej implementacji wielu kreatorów wiązki w tym samym czasie, jednak nie jest elastyczne podejście, ponieważ kierunki są stałe.